# Chihiro Yonekura
Chihiro Yonekura (米倉 千尋?, Yonekura Chihiro; Yokohama, 19 agosto 1972) è una cantante giapponese.

## Biografia
Mentre Yonekura frequentava l'università, ha inviato diversi nastri dimostrativi alle compagnie discografiche. È stata scoperta e ha avuto l'opportunità di fare la canzone di apertura Arashi no Naka de Kagayaite per l'anime Mobile Suit Gundam: The 08th MS Team, così come la canzone di chiusura dello stesso, 10 Years After. Ha debuttato con un singolo contenente entrambi i pezzi, che ha avuto un certo successo in madrepatria. Nello stesso anno ha pubblicato altri tre singoli e un album. Yonekura ha rapidamente guadagnato una vasta fanbase, e molti show televisivi giapponesi hanno selezionato le sue canzoni per le sigle di apertura e di chiusura. Ormai canta e va in tournée da dieci anni. Per celebrare il suo successo ha pubblicato un album nel 2005 intitolato Cheers.

## Discografia

### Singoli
- 2011-02-23: Naked Soul (TOPGUN x Chihiro Yonekura) (PSP/Wii game "SD Gundam G Generation World" Opening)
- 2010-12-22: Seize the Days (Online game "Emil Chronicle Online" 5th anniversary song)
- 2008-02-28: Home
- 2007-03-14: Lion no Tsubasa (PS2 game Elvandia Story Theme song)
- 2006-06-21: Aozora to Kimi e
- 2006-01-12: ALIVE (Senkaiden Houshin Engi image song)
- 2005-07-06: Towa no Hana (Fushigi Yuugi Genbu Kaiten Gaiden: Kagami no Fujo PS2 Opening & Ending)
- 2005-02-23: Boku no Speed de (Mahoraba Heartful days Ending theme)
- 2004-01-15: Hoshi ni Naru made
- 2003-07-24: Yakusoku no Basho e (Kaleido Star theme song)
- 2003-01-22: Omoide ga Ippai
- 2002-09-25: Bridge (Gakuen Toushi Valanoir Opening & Ending)
- 2002-08-22: Natsu no Owari no Hanabi
- 2002-01-30: Hidamari o Tsurete
- 2001-10-31: Butterfly Kiss (GROOVE ADVENTURE RAVE Opening Theme)
- 2001-07-25: Little Soldier (Jikkyō Powerful Pro Yakyū 8 Image song)
- 2000-08-23: Hi no Ataru Basho / c/w WILL (acoustic version) (Senkaiden Houshin Engi character song Self-Cover)
- 2000-07-26: Return to myself( Rokumon Tengai Moncolle Knight Opening & Ending 2)
- 2000-02-02: Just Fly Away (Rokumon Tengai Moncolle Knight Opening & Ending 1)
- 1999-09-16: FEEL ME (Dreamcast game Revive ~Sosei~ Theme song)
- 1999-08-25: WILL (Senkaiden Houshin Engi Opening theme)
- 1999-01-08: Birth of light (High School Aura Buster OVA Theme song)
- 1998-07-23: Eien no Tobira (Mobile Suit Gundam: 08th MS Team: Miller's Report OVA Theme song)
- 1998-02-04: Strawberry Fields
- 1997-05-21: Yukai na Kodou (Kiko-chan Smile Theme song)
- 1997-02-21: Mirai no Futari ni (Mobile Suit Gundam: 08th MS Team Insert song)
- 1996-12-05: Yakusoku
- 1996-10-23: Orangeiro no Kiss o Ageyou
- 1996-06-21: Believe ~anata dake utsushitai~
- 1996-01-24: Arashi no Naka de Kagayaite (Mobile Suit Gundam: The 08th MS Team Opening & Ending)

### Album
- 2011-03-16: Nakeru Anison
- 2010-12-08: Voyager (15th Anniversary Best Album)
- 2009-09-30: Departure
- 2008-06-25: Ever After (anime cover album)
- 2007-04-25: Kaleidoscope
- 2006-02-08: Fairwings
- 2005-02-23: Cheers
- 2004-05-26: BEST OF CHIHIROX
- 2004-02-26: azure
- 2003-02-26: Spring ~start on a journey~
- 2002-03-13: jam
- 2001-02-21: Little Voice
- 2000-10-25: apples
- 1999-11-03: Colours
- 1998-08-21: always
- 1997-06-21: Transistor Glamour
- 1996-07-05: Believe

### Altro
- Mobile Suit Gundam: The 08th MS Team OST 2, Miller's Report
- Mobile Suit Gundam: The 08th MS Team OST 1